# دروازه رساننده خدمات
سامانه دروازه رساننده خدمات دروازه تأمین کننده در شبکه مخابراتی است که به عنوان بخشی از اجاره خط عمده‌فروشی استفاده می‌شود تا شرکت‌های مخابراتی، امکان ارائه و کنترل خدمات شبکه شرکت اپن‌ریچ را داشته باشند.
درگاه رساننده خدمات، بیشتر برای توانایی خود برای امکان بررسی آدرس یک خط استاندارد گروه بی‌تی و سپس عامل کاربر که می‌تواند از سامانه جدید گروه بی‌تی استفاده کند، و راه‌اندازی دوباره خط در صورت درخواست مشتری، به کار می‌رود.
درگاه رساننده خدمات امکان شناسایی خطوط ویرجین مدیا یا خطوط شرکت‌های حلقه غیرمتمرکز محلی مانند گروه تاک‌تاک، تیسکالی، یا اسکای را ندارد.